# Jean-Marc de Royère
Pour les personnes ayant le même patronyme, voir Royere.
Jean-Marc de Royère (1727 - 1802) est un prélat français du XVIIIe siècle, évêque de Tréguier puis de Castres.

## Biographie
Né le 1er octobre 1727 au château de Badefols d'Ans (Périgord), Jean-Marc de Royère est issu d'une famille noble mais pauvre du Périgord.  Elevé par son compatriote Jean de Bonneguise, évêque d'Arras, celui-ci en fait son vicaire général.

### Épiscopat de Tréguier
Il est ensuite désigné comme évêque de Tréguier en 1766, puis confirmé le 16 février 1767 et consacré par l'archevêque de Paris ,Christophe de Beaumont, au Calvaire de la capitale. Une fois évêque, il introduit la confrérie du Sacré-Cœur à Tréguier (dans les Côtes-d'Armor actuelles).

### Épiscopat de Castres
En 1773, il est transféré à l'évêché de Castres, où il reçoit ses bulles pontificales le 13 septembre. Il est le dernier évêque de la ville, le diocèse de Castres étant supprimé en 1790 (officiellement le 29 novembre 1801) et son territoire tout d'abord rattaché au diocèse du Tarn, puis à l'archevêché d'Albi. 
Suivant la directive du gouvernement royal, dès 1775 il fait distribuer à ses curés des tubercules de pomme de terre en leur recommandant de les planter et d'instruire les paysans sur cette culture. Il devient abbé commendataire de l'abbaye cistercienne de Dalon (diocèse de Limoges) en 1784. Il est aussi nommé aumônier de Madame Adélaïde de France, quatrième fille et sixième enfant de Louis XV et de Marie Leszczyńska.
Le 28 mars 1789, il est élu député aux États généraux par la sénéchaussée de Castres comme représentant du clergé. Il s'oppose aux réformes avant de rentrer dans son diocèse après les journées des 5 et 6 octobre 1789 et de démissionner de son mandat. Le diocèse est supprimé en 1790 par la Constitution civile du clergé, mais il refuse de se démettre et en reste officiellement titulaire jusqu'au Concordat de 1801, après la signature duquel il résigne son siège le 8 novembre 1801 (trois semaines avant la suppression de cet évêché). Dès le 14 juillet 1791, il avait cependant dû fuir les pillages et se réfugier en Espagne, puis au Portugal, où il meurt à l'abbaye cistercienne d'Alcobaça le 24 mai 1802.

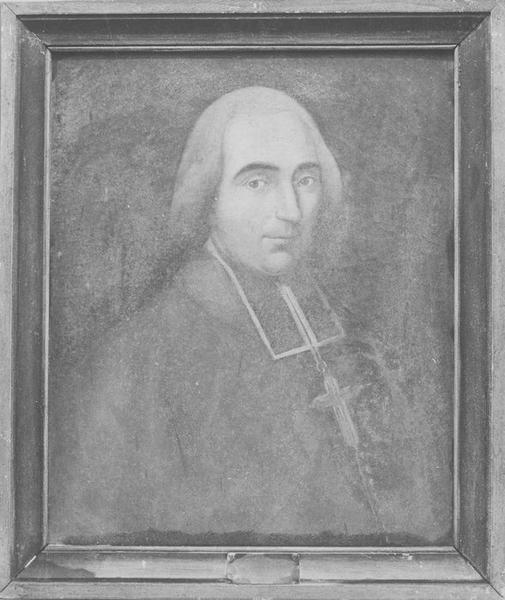
Portrait de Jean-Marc de Royère à la cathédrale de Tréguier (classé au titre d'objet en 1979)